# ليندا كون
ليندا كون (بالإنجليزية: Linda Cohn)‏ هي معلقة رياضية أمريكية، ولدت في 10 نوفمبر 1959 في لونغ آيلند في الولايات المتحدة.

## وصلات خارجية
- ليندا كون على موقع IMDb (الإنجليزية)
- ليندا كون على موقع قاعدة بيانات الفيلم (الإنجليزية)